# 내림사장조
내림사장조(-長調)는 내림사(G♭) 음을 으뜸음으로 하는 장음계이다.
내림사장조의 딴이름한소리 조는 올림바장조이다.

## 같이 보기
- 올림바장조
- 내림마단조
- 장음계
- 관계조
- 이명동조
- 이명동음
- 조성 (음악)
- 조표 (음악)
- 내림사단조
- 조표 (음악) § 겹내림표와 겹올림표
- 단음계